# Majulah Singapura
Majulah Singapura (Maleis voor Voorwaarts Singapore) is het volkslied van Singapore.
De hymne werd door de Indonesische componist Encik Zubir Said gecomponeerd in de jaren 1956 - 1957. Op 3 december 1959 werd "Voorwaarts Singapore" het officiële volkslied van Singapore, tegelijkertijd met het aannemen van de vlag, en de inhuldiging van het eerste staatshoofd Yusof Ishak.

## De tekst

### Oorspronkelijke Maleise tekst en officiële vertalingen
| Maleis (oorspronkelijk) | Engels |
| --- | --- |
| Mari kita rakyat Singapura sama-sama menuju bahagia; Cita-cita kita yang mulia, berjaya Singapura. Marilah kita bersatu dengan semangat yang baru; Semua kita berseru, Majulah Singapura, Majulah Singapura! Marilah kita bersatu dengan semangat yang baru; Semua kita berseru, Majulah Singapura, Majulah Singapura! | Come, fellow Singaporeans Let us progress towards happiness together May our noble aspiration bring Singapore success Come, let us unite In a new spirit Together we proclaim Onward Singapore Come, let us unite In a new spirit Together we proclaim Onward Singapore |

| Mandarijn (vereenvoudigd) | Tamil |
| --- | --- |
| 来吧，新加坡人民， 让我们共同向幸福迈进； 我们崇高的理想， 要使新加坡成功。 来吧，让我们以新的精神， 团结在一起； 我们齐声欢呼： 前进吧，新加坡！ 来吧，让我们以新的精神， 团结在一起； 我们齐声欢呼： 前进吧，新加坡！ | சிங்கப்பூர் மக்கள் நாம் செல்வோம் மகிழ்வை நோக்கியே சிங்கப்பூரின் வெற்றிதான் சிறந்த நம் நாட்டமே ஒன்றிணைவோம் அனைவரும் ஓங்கிடும் புத்துணர்வுடன் முழுங்குவோம் ஒன்றித்தே முன்னேறட்டும் சிங்கப்பூர் ஒன்றிணைவோம் அனைவரும் ஓங்கிடும் புத்துணர்வுடன் முழுங்குவோம் ஒன்றித்தே முன்னேறட்டும் சிங்கப்பூர் |

### Transcriptievan het Mandarijn en Tamil
| Mandarijn | Tamil |
| --- | --- |
| Lái ba, xīnjiāpō rénmín, Ràng wǒmen gòngtóng xiàng xìngfú màijìn; Wǒmen chónggāo de lǐxiǎng, Yào shǐ xīnjiāpō chénggōng. Lái ba, ràng wǒmen yǐ xīn de jīngshén, Tuánjié zài yīqǐ; Wǒmen qí shēng huānhū: Qiánjìn ba, xīnjiāpō! Lái ba, ràng wǒmen yǐ xīn de jīngshén, Tuánjié zài yīqǐ; Wǒmen qí shēng huānhū: Qiánjìn ba, xīnjiāpō! | Ciṅkappūr makkaḷ nām Celvom makiḻvai nōkkiyē Ciṅkappūriṉ veṟṟitāṉ Ciṟanta nam nāṭṭamē Oṉṟiṇaivōm aṉaivarum Ōṅkiṭum puttuṇarvuṭaṉ Muḻuṅkuvōm oṉṟittē Muṉṉēṟaṭṭum ciṅkappūr Oṉṟiṇaivōm aṉaivarum Ōṅkiṭum puttuṇarvuṭaṉ Muḻuṅkuvōm oṉṟittē Muṉṉēṟaṭṭum ciṅkappūr: Muṉṉēṟaṭṭum ciṅkappūr! |

Onafhankelijke staten: Afghanistan · Armenië · Azerbeidzjan · Bahrein · Bangladesh · Bhutan · Brunei · Cambodja · China · Cyprus · Filipijnen · Georgië · India · Indonesië · Irak · Iran · Israël · Japan · Jemen · Jordanië · Kazachstan · Kirgizië · Koeweit · Laos · Libanon · Maldiven · Maleisië · Mongolië · Myanmar · Nepal · Noord-Korea · Oezbekistan · Oman · Oost-Timor · Pakistan · Qatar · Rusland · Saoedi-Arabië · Singapore · Sri Lanka · Syrië · Tadzjikistan · Thailand · Turkije · Turkmenistan · Verenigde Arabische Emiraten · Vietnam · Zuid-Korea
Niet algemeen erkende landen: Abchazië · Nagorno-Karabach · Palestina · Taiwan · Turkse Republiek Noord-Cyprus · Zuid-Ossetië